# Water Houses

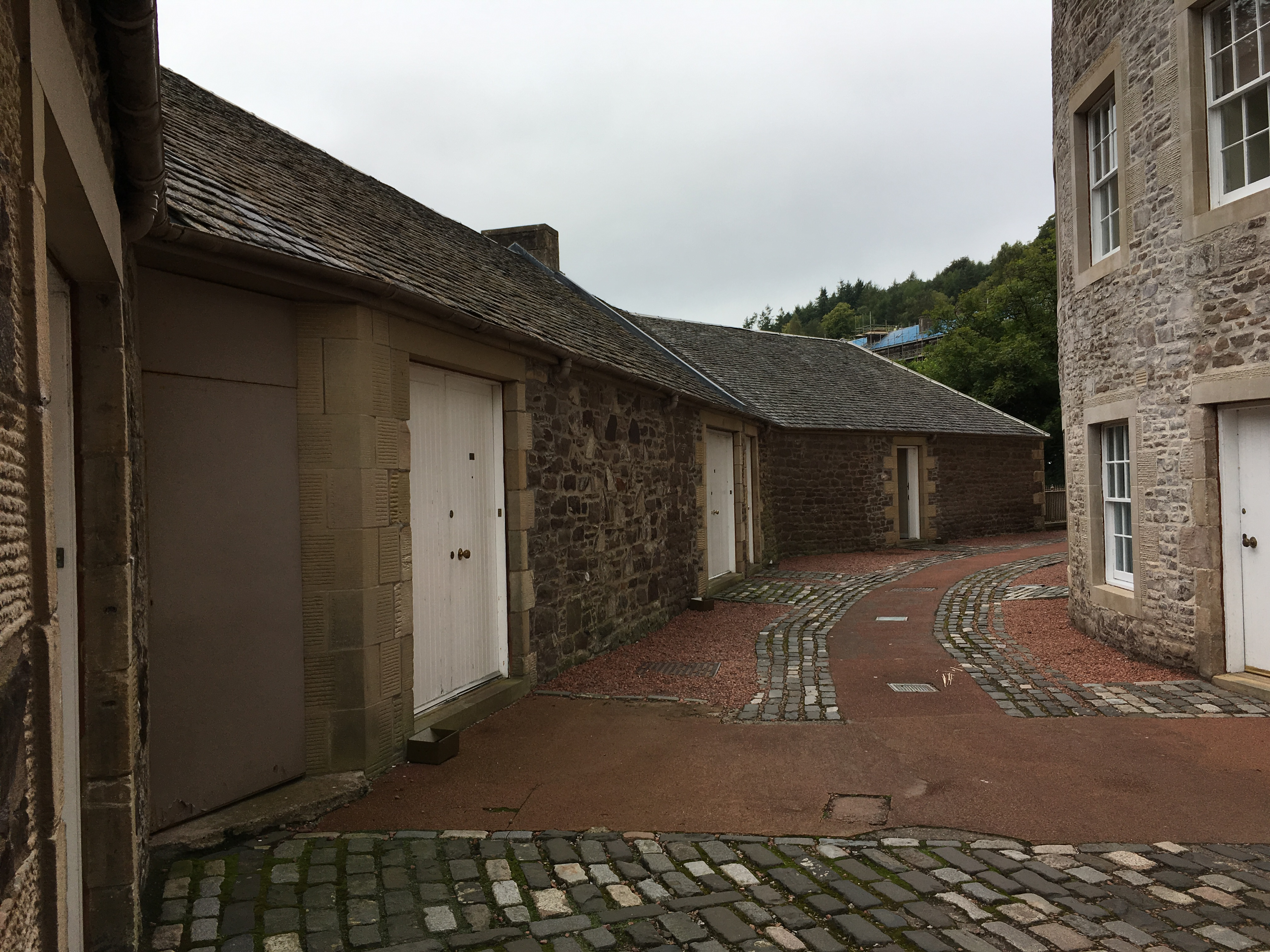
Water Houses

Die Water Houses sind ehemalige Industriebauwerke und heutige Wohngebäude in der schottischen Industriesiedlung New Lanark in der Council Area South Lanarkshire. 1971 wurde das Bauwerk in die schottischen Denkmallisten in der höchsten Denkmalkategorie A aufgenommen. Außerdem ist es Teil des Weltkulturerbes New Lanark.

## Geschichte
In der Mitte der 1780er Jahre ließen David Dale und dessen Nachfolger Robert Owen den Wollmühlenkomplex New Lanark erheblich erweitern. Aus dem Jahre 1793 ist überliefert, dass über 100 Frauen mit der Vorbereitung der Baumwolle für den Spinnprozess in New Lanark in ihren Privathäusern beschäftigt waren. Erste entsprechende maschinelle Prozesse wurden 1797 entwickelt. Vermutlich zur Effizienzsteigerung ließ Robert Owen die Water Houses errichten. Sie dienten sowohl als Baumwolllager als auch als zur Produktionsvorbereitung der Baumwolle. Auf einer Zeichnung aus dem Jahre 1793 sind sie noch nicht zu sehen, während sie 1818 bereits verzeichnet sind. Vermutlich entstanden die Water Houses im Jahre 1810. 1919 verheerte ein Brand die östlichen Gebäudeteile, sodass die Water Houses heute nicht mehr vollständig erhalten sind. Seit 1998 dienen die Water Houses als Wohngebäude.

## Beschreibung
Die Gebäudezeile ruht auf einer künstlichen Terrasse entlang des Clyde-Ufers. Die 25 Achsen weiten Water Houses sind stadtseitig einstöckig mit flussseitig unterbautem Untergeschoss. Gegenüber liegen die Mühlen Nr. 1 und Nr. 2. Fragmente der Außenmauer des niedergebrannten Gebäudeteils gegenüber der Mühle Nr. 3 sind erhalten. Die Westseite überbrückt den Ausfluss aus dem Mühlkanal. Das Mauerwerk besteht aus grob behauenem Bruchstein vom Sandstein, der zu einem unregelmäßigen Schichtenmauerwerk verbaut wurde. Öffnungen sind mit cremefarbenem Naturstein abgesetzt. Es sind vornehmlich 16-teilige Sprossenfenster verbaut. Das Gebäude schließt mit einem schiefergedeckten Satteldach.